# 84 (szám)
A 84 (római számmal: LXXXIV) a 83 és 85 között található természetes szám.

## A szám a matematikában
A tízes számrendszerbeli 84-es a kettes számrendszerben 1010100, a nyolcas számrendszerben 124, a tizenhatos számrendszerben 54 alakban írható fel.
A 84 páros szám, összetett szám, kanonikus alakban a 22 · 3 · 7 szorzattal, normálalakban a 8,4 · 101 szorzattal írható fel. Tizenkét osztója van a természetes számok halmazán, ezek növekvő sorrendben: 1, 2,  3, 4, 6, 7, 12, 14, 21, 28, 42 és 84.
Féltökéletes szám, mivel a 28 többszöröse.
Palindromszám és repdigit a következő számrendszerekben: 11 (7711), 13 (6613), 20 (4420), 27 (3327) és 41 (2241).
Erősen bővelkedő szám: osztóinak összege nagyobb, mint bármely nála kisebb pozitív egész szám osztóinak összege.
Tetraéderszám. Dodekaéderszám.
A 84 egyetlen szám valódiosztóösszeg-függvényeként áll elő, ez a 83²=6889.

## A tudományban
- A periódusos rendszer 84. eleme a polónium.